# Walentina Wassiljewna Tolkunowa

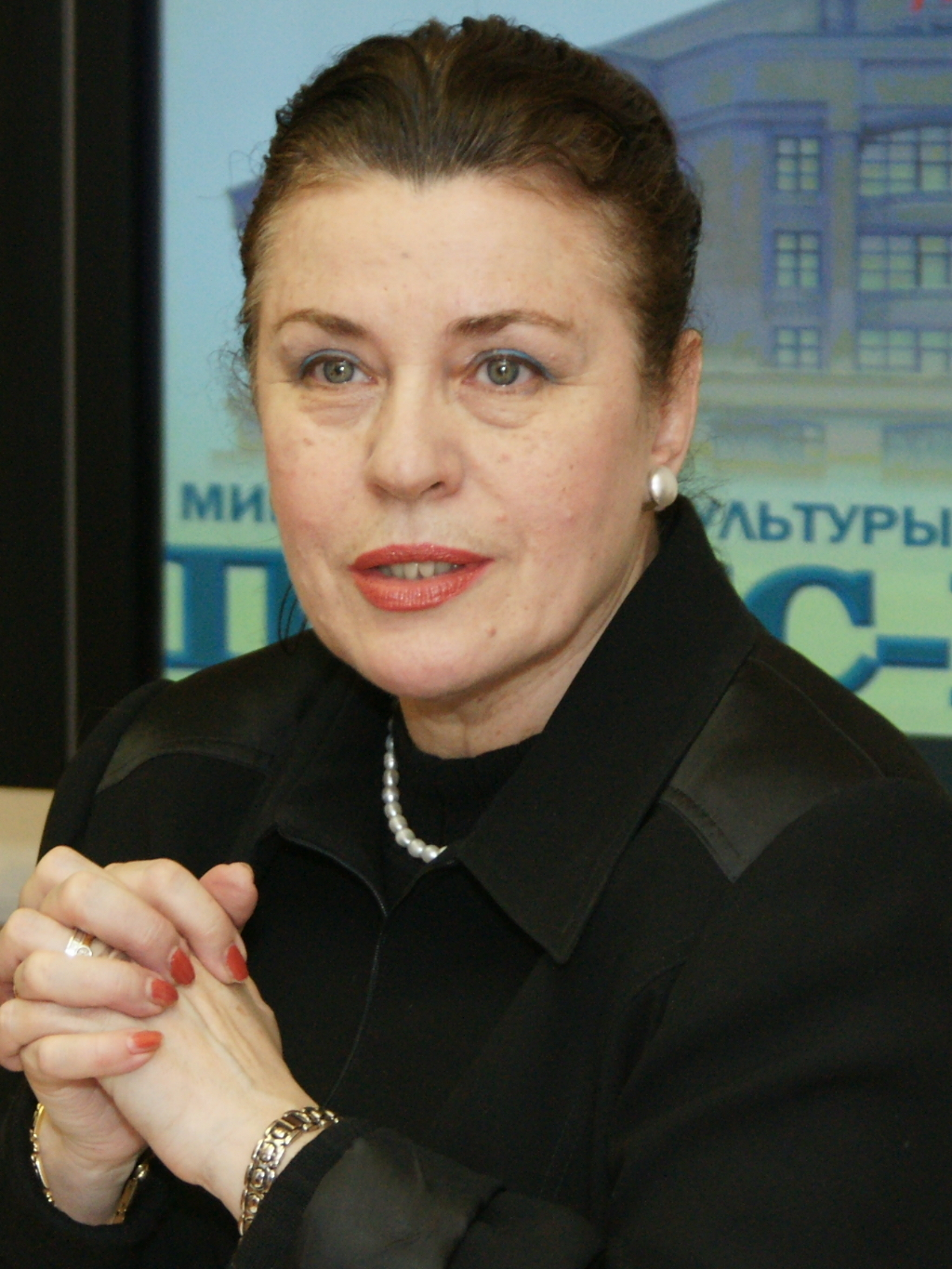
2008

Walentina Wassiljewna Tolkunowa (russisch Валентина Васильевна Толкунова; wiss. Transliteration Valentina Vasil'evna Tolkunova; * 12. Juli 1946 in Armawir; † 22. März 2010 in Moskau) war eine russische Sängerin. Sie wurde als Verdiente Künstlerin der Russischen SFSR (1979) und Volkskünstlerin der Russischen SFSR (1987) ausgezeichnet.

## Biografie
Im Alter von 18 Jahren schrieb sich Walentina Tolkunowa an der Moskauer Staatsuniversität der Kultur und der Künste ein. 1966 wurde sie Mitglied im Orchester von Juri Saulski, in dem sie Solistin war und Jazz-Stücke sang. 1971 absolvierte sie das Gnessin-Institut Moskau und zeichnete mehrere Lieder für den Fernsehfilm Tag für Tag auf. Das Jahr 1972 war für Tolkuowa das Jahr ihres Durchbruchs, als sie eingeladen wurde, auf einem Jubiläumskonzert im renommierten Moskauer Säulensaal mit einem Lied von Wladimir Schainski aufzutreten. Damit begann eine erfolgreiche Karriere im Fernsehen und beim Radio. Ab 1973 war sie bei der Vereinigung Moskonzert tätig, ab 1989 leitete sie das Musikalische Drama-Theater.

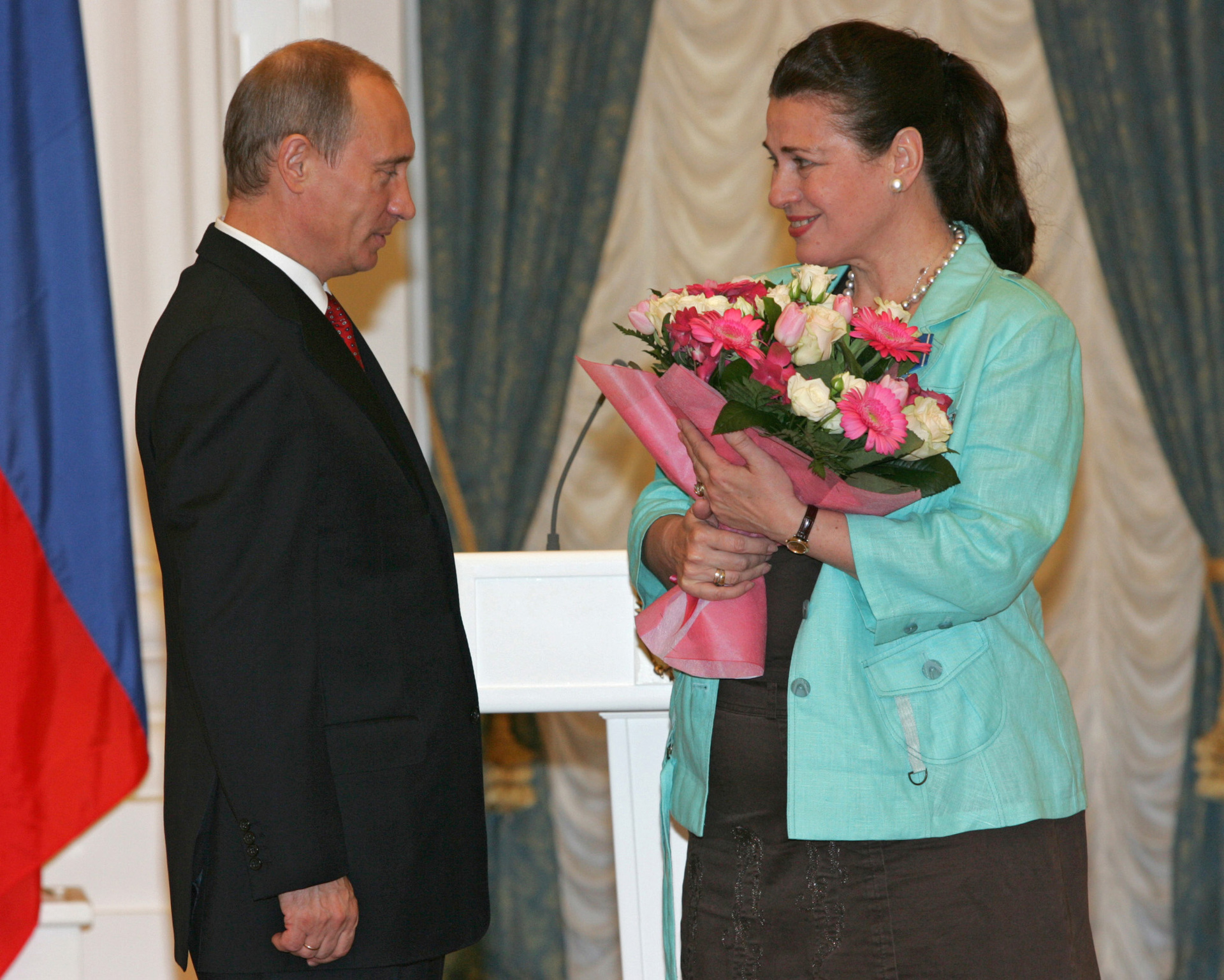
Walentina Tolkunowa on Wladimir Putin, 22. Mai 2007

Am 16. Februar 2010 wurde Tolkunowa während eines Konzerts im belarussischen Mogiljow schlecht und sie wurde in ein örtliches Krankenhaus eingeliefert, später nach Moskau transferiert. Bei Tolkunowa wurde ein Hirntumor festgestellt. Am 22. März fiel sie ins Koma und starb. Ihr Grab befindet sich auf dem Friedhof Trojekurowo in Moskau.

## Alben
- 1972 – «Стою на полустаночке»
- 1973 – «Во всем мне хочется дойти до самой сути»
- 1975 – «Комсомолу посвящается»
- 1977 – «Носики-курносики»
- 1982 – «Диалог у новогодней ёлки»
- 1985 – «Если б не было войны»
- 1986 – «Разговор с женщиной»
- 1989 – «Серёжа»
- 1992 – «Сорок пять»
- 1995 – «Я не могу иначе»
- 1997 – «Я деревенская»
- 1997 – «Сон трава»
- 2002 – «Мой придуманный мужчина»